# AN-94
El AN-94 (en ruso: 5,45-мм автомат Никонова обр. 1987 г. / АН-94 «Абака́н», designación GRAU: 6P33) es un fusil de asalto ruso. Sus iniciales derivan de Avtomat Nikonova modelo 1994, llamado así por el diseñador Gennadiy Nikonov quien había trabajado en el diseño de la ametralladora Nikonov.
Fue diseñado como un potencial reemplazo de los fusiles AK-74 actualmente en servicio con las Fuerzas Armadas de Rusia. Debido a su complejo diseño y costo, no logró su objetivo y se encuentra en uso limitado.
Este fusil tiene la singular característica de retrasar la percepción del retroceso al disparar en ráfaga corta. Estos incrementa la probabilidad de impacto en condiciones adversas de combate. Su modo de ráfaga corta es de dos disparos, con una cadencia de 1.800 disparos/minuto.

## Diseño y operación

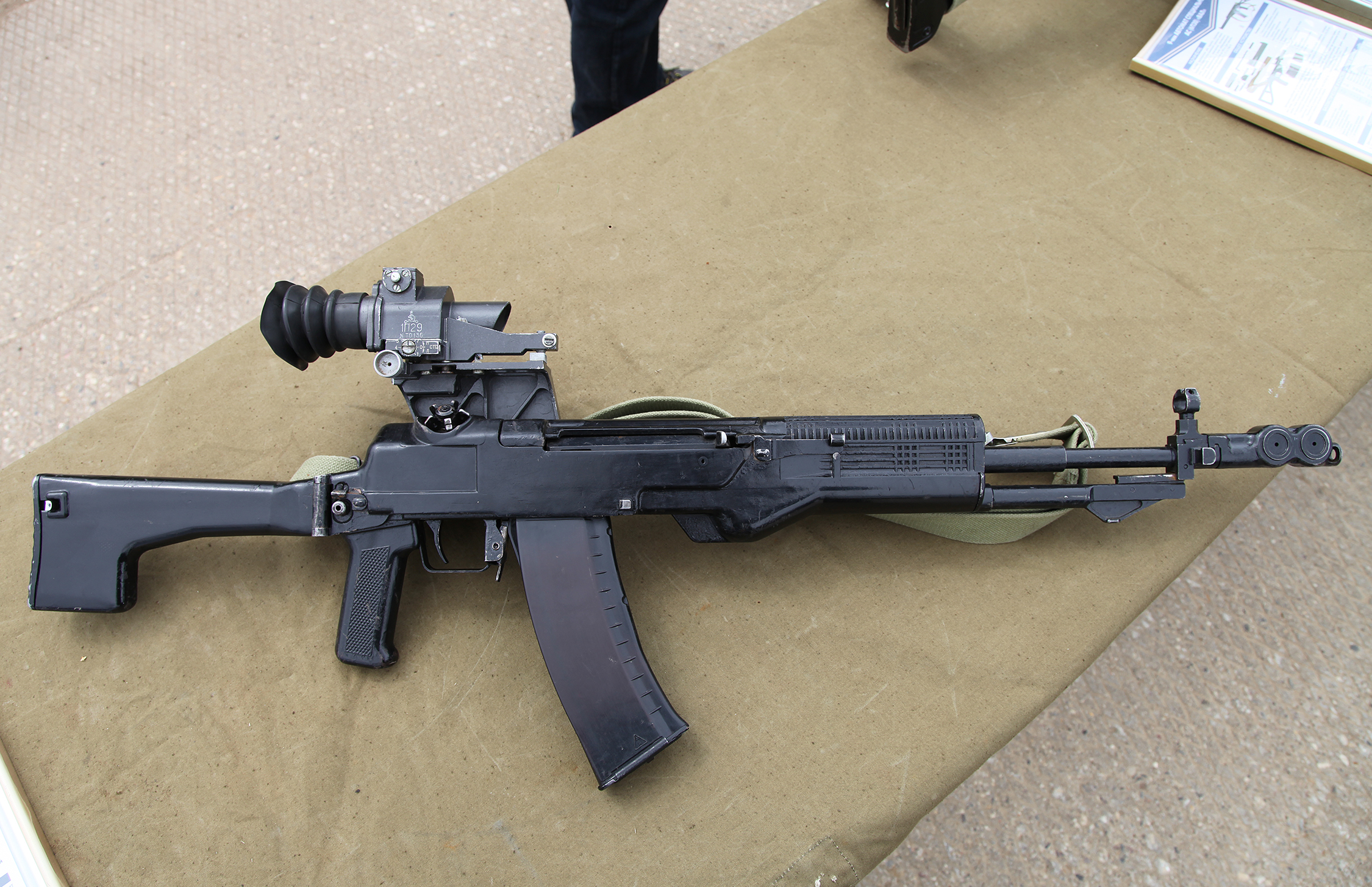
Prototipo del AN-94, conocido también como LI-291.

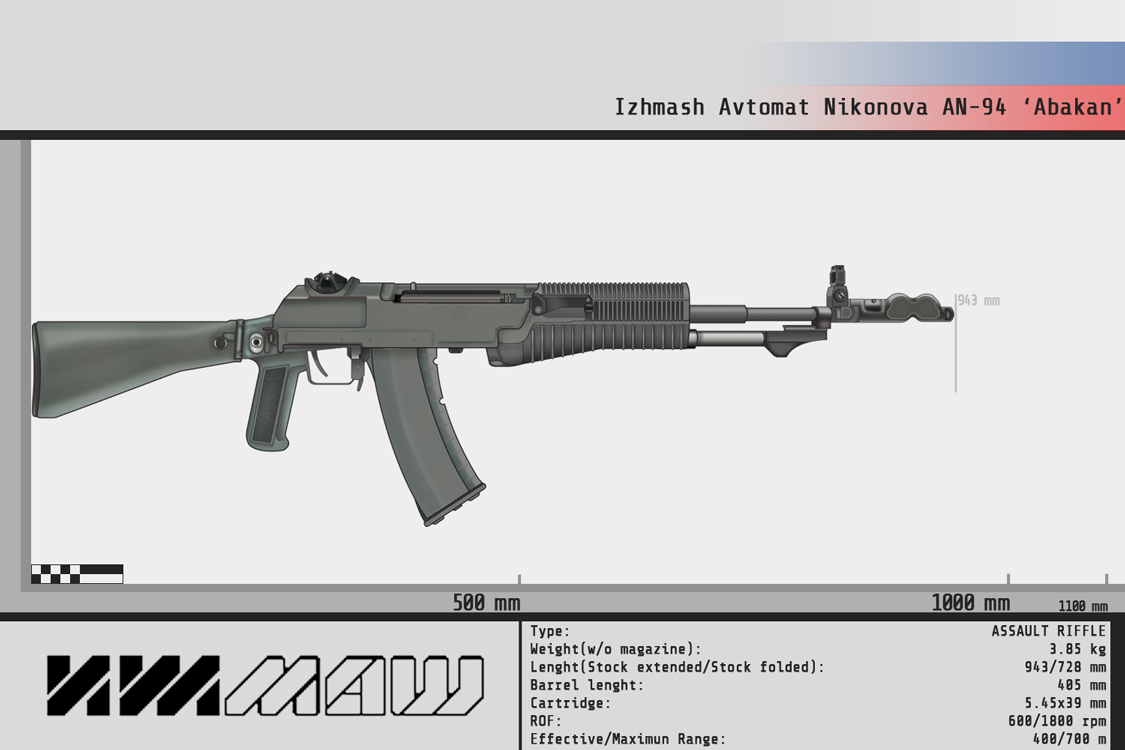
Infografía del AN-94.

La característica más notoria que permite identificar al AN-94 es su cargador, que está inclinado unos cuantos grados a la derecha (visto al momento de apuntar). Esta inclinación es necesaria para el funcionamiento del singular mecanismo de alimentación. Este fusil dispara el mismo cartucho 5,45 x 39 que el AK-74 y tiene un cerrojo rotativo. Gennadiy Nikonov y sus ingenieros usaron el término ruso смещенный импульс свободного затвора (Smeschennyi Impuls Svobodnogo Zatvora) para describir el mecanismo operativo del fusil, que significa "retroceso convertido en pulso".
Cuando se dispara un cartucho, la energía residual de la carga propulsora se ejerce sobre la recámara cerrada y el portacerrojo. Simultáneamente, una cantidad de los gases del disparo que impulsan la bala a través del ánima del cañón es desviada hacia el cilindro de gases situado sobre el cañón. El movimiento del pistón y su varilla conectora hacen rotar el cerrojo y este abre la récámara. Esto inicia el ciclo de extracción y eyección del casquillo. Después del primer disparo, el cerrojo y el portacerrojo retroceden, eyectando el casquillo a través de la portilla de eyección. El movimiento del portacerrojo está conectado directamente a un sistema de polea, que a su vez está conectado a una pequeña varilla de metal en la parte posterior del brocal del cargador. La varilla empuja un segundo cartucho ante la recámara abierta. Una vez realizada esta acción, el cerrojo y el portacerrojo terminan su recorrido antes de golpear la parte posterior del cajón de mecanismos y avanzan. Cuando el cerrojo termina de cerrar la recámara, se disparará el segundo cartucho. Todo este proceso ocurre muy rápido y así es como funciona la ráfaga corta de dos disparos. Para seguir disparando, el martillo - de hecho un percutor horizontal en lugar del martillo rotativo del AK-74 - es sostenido hasta el final de cada ciclo de retroceso para evitar que el fusil dispare con una cadencia muy alta. Esto significa que después de cada disparo el cerrojo y el portacerrojo completan sus recorridos, obteniéndose una cadencia más controlable de 600 disparos/minuto.

## Usuarios
- Kirguistán: En 2012 recibió 60 fusiles como parte de la ayuda militar rusa.[5]
- Rusia: Empleado en cantidades limitadas por el Ejército, la Policía, el Servicio Federal de Seguridad, el Ministerio del Interior,[6] unidades de paracaidistas y la Infantería Naval.[1]

### Entidades no estatales
- Ejército Republicano Irlandés Provisional: El ERIP habría introducido de contrabando 20 fusiles a fines de 2001.[7]